# Neostygia
Neostygia is een geslacht van vlinders uit de familie van de Houtboorders (Cossidae). De wetenschappelijke naam en de beschrijving van dit geslacht zijn voor het eerst gepubliceerd in 1980 door Edward Parr Wiltshire.
Dit geslacht is monotypisch, dat wil zeggen dat het maar één soort heeft namelijk Neostygia postaurantia Wiltshire, 1980 uit Oman.